# Les Bijoux volés (film, 1908)

Les Bijoux volés (The Stolen Jewels) est un film muet américain réalisé par D. W. Griffith, sorti en 1908.

## Synopsis
Le vol apparent de leurs bijoux engendre, pour un couple, une longue série de mésaventures. La surprise est de taille quand ils se rendent compte que c'est leur enfant qui les a caché dans un jouet.

## Fiche technique
- Titre : Les Bijoux volés
- Titre original : The Stolen Jewels
- Réalisation et scénario : D. W. Griffith
- Société de production et de distribution : American Mutoscope and Biograph Company[2]
- Photographie : G. W. Bitzer
- Pays :  États-Unis
- Format[3] : Noir et blanc - Muet - 1,33:1 ou 1,37:1[4] - 35 mm[4],[5]
- Longueur de pellicule : 630 pieds (192 mètres[5])
- Durée : 11 minutes (à 16 images par seconde)[3]
- Date de sortie : 28 ou 29[4],[6] septembre 1908

## Distribution
Les noms des personnages proviennent de l'Internet Movie Database.
- Florence Lawrence : Mme Jenkins
- Gladys Egan : l'enfant
- John R. Cumpson : Smithson / un homme au bureau de change
- Harry Solter : M. Jenkins
- Linda Arvidson : l'infirmière[7]
- George Gebhardt : le détective / le déménageur[4],[7]
- D. W. Griffith : un membre de la foule au bureau de change[4],[7]
- Charles Inslee : un homme au bureau de change[4],[7]

## Autour du film
Les scènes du film ont été tournées les 24 août et 15 septembre 1908 dans le studio de la Biograph à New York et au New York Curb Exchange.

### Source
- Jean-Loup Passek et Patrick Brion, D.W. Griffith : Le Cinéma, Paris, Cinéma/Pluriel - Centre Georges Pompidou, 1982, 216 p. (ISBN 978-2-86425-035-7, LCCN 83119331)